# Percentilis görbe
A percentilis görbe segítségével az orvosok és védőnők grafikus formában tudják nyomon követni a gyermek hossz- és súlyfejlődését. Általa nemcsak a csecsemők, hanem a kamaszok fejlettségéről is megfelelő információt szerezhetünk. A kapott adatok lehetővé teszik az azonos korú gyerekek fejlődésének összehasonlítását, a legfontosabb mégis az, hogy mindenkit önmagához viszonyítsunk.

## A percentilis görbe értelmezése
A felsorolt százalékok azt mutatják meg, hogy a mediántól (50%) mely irányba mutat eltérést egy gyermek fejlődése. 
- A fejlettségi szinten túl a táplálkozási szokásokat is meg kell vizsgálni, amennyiben egy gyerek percentilis értéke az azonos életkorúak átlagértékéhez képest 3% vagy az alatt van. Ez ugyanis már komoly súlyhiányra utalhat.
- A 3 – 10% közötti érték arra utal, hogy a gyermek sovány. Ilyen esetben a táplálékok mennyiségét, minőségét, összetételét, valamint az étkezések gyakoriságát kell ellenőrizni.
- Megfelelően tápláltnak az a gyermek mondható, akinek a percentilis értéke a 10 – 75% közé esik.
- Túltápláltságra, helytelen táplálkozásra és súlyfeleslegre a 75 – 90% közötti adatok utalnak. 97% fölött egyértelműen túlsúlyos állapotról beszélhetünk.

## A percentilis görbe gyakorlati használata
A gyermekek egészségügyi kiskönyvében sajnos ma már nem található meg a percentilis görbe, azonban létezik ennek online változata is, amelynek segítségével 0-tól 18 éves korig tudjuk követni gyermekeink hossz- és súlyfejlődését.
Online percentiliskövető: http://www.kicsivagyok.hu/index.php?register
Ha azt látjuk, hogy gyermekünk adatai eltérnek a táblázatban megadottaktól, még nem kell megijednünk, mivel elsősorban önmagához kell viszonyítani mindenkit. Amikor azonban egy gyermek percentilis görbéje rohamosan hanyatlani kezd, vagy akár ha hirtelen felfelé mozdul el, akkor át kell gondolnunk, vajon tényleg megfelelőképpen tápláljuk-e őt. Kérdéseinkkel mindig forduljunk gyermekorvoshoz, védőnőhöz!

## Kezelés, megelőzés
Mind az alultápláltság, mind a túltápláltság esetén célszerű dietetikus segítségét igénybe venni és táplálási naplót vezetni. Ezek által elejét vehetjük a kezdeti nehézségeknek.
Az alultáplált gyerekek számára komoly segítséget jelenthet a táplálásterápia elsajátítása és beépítése az étrendbe. Minden olyan esetben, amikor felmerül a túlzott táplálékbevitel veszélye, ellenőrizni kell az ételek összetételét, minőségét, valamint az étkezések gyakoriságát. A túltáplált egyéneket érintő vizsgálatok a mozgás gyakoriságára és minőségére is kiterjednek. A túltápláltság megoldását nem a fogyókúra, hanem a helyes étrend és mozgásforma megtalálása jelenti. Hosszú távú és hatásos eredményt kizárólag egy komplex életmódváltással tudunk elérni.